# Jan (Jaremenko)
Jan, imię świeckie Ołeh Wasylowycz Jaremenko (ur. 12 września 1967 w Żytomierzu) –  biskup Kościoła Prawosławnego Ukrainy (do 2018 Ukraińskiego Kościoła Prawosławnego Patriarchatu Kijowskiego).

## Życiorys
Absolwent Politechniki Kijowskiej (wydział elektrotechniki) oraz Kijowskiej Akademii Duchownej, gdzie uzyskał kandydata nauk teologicznych. 10 kwietnia 1997 złożył wieczyste śluby w monasterze św. Michała Archanioła o Złotych Kopułach. 13 kwietnia tego samego roku biskup wyszhorodzki Daniel udzielił mu święceń diakońskich. 3 maja 1998 patriarcha kijowski i całej Rusi-Ukrainy Filaret wyświęcił go na hieromnicha. Od 2001 wykładał w seminarium Patriarchatu Kijowskiego, zaś w 2002 został ekonomem monasteru św. Michała Archanioła o Złotych Kopułach. W tym samym roku otrzymał godność ihumena.
30 marca 2003 przyjął chirotonię biskupią z tytułem biskupa czerkaskiego i czehryńskiego. W 2009 otrzymał godność arcybiskupią, zaś w 2012 – godność metropolity.